# حکمرانی اقتصادی
حکمرانی اقتصادی دانشی متشکل از  فرایندها و روش‌ها با هدف برآوردن نیازهای اقتصادی جامعه در رویکرد  ملی است.   حکمرانی اقتصادی،ارتباط تنگاتنگی با علوم اقتصاد ، مدیریت ،علوم سیاسی، حقوق ،ژئوپلتیک و امنیت ملی،فقه ،روابط بین الملل، روانشناسی ، سیاستگذاری ، جامعه شناسی و رسانه دارد.

## جایگاه آموزشی
رشته حکمرانی اقتصادی، پیوند دهنده دانش های مرتبط یاد شده در فوق برای سیاست گذاری و تدوین قوانین مناسب برای ساختارهای اقتصادی ملی است. این رشته، در دانشکده حکمرانی دانشگاه تهران و مدرسه عالی حکمرانی شهید بهشتی ارائه میشود.ورود به این دانشکده ملزم بر قبولی در آزمون کارشناسی ارشد اقتصاد و مصاحبه حضوری با اعضای هیات علمی این دانشکده است.

## موضوعات مرتبط با حکمرانی اقتصادی
- نفت و گاز
- بانک مرکزی و وزارت اقتصاد
- صنعت خودرو
- مالیات
- گمرک

## ملزومات علم حکمرانی اقتصادی
- اقتصاد خرد و اقتصاد کلان
- اقتصاد رفتاری
- اقتصاد سیاسی
- اقتصاد نهادگرایی
- نظریه بازی
- اقتصاد توسعه
- اقتصاد سنجی